# Ісаак Пайлес
Ісаак Пайлес (фр. Isaac Païles; 1895-1978) — французький художник єврейського походження. Представник Паризької школи.

## Біографія
Народився 13 грудня 1895 року у Києві у сім'ї ювеліра. У 1910—1920 роках навчався у Київській художній школі. У 1913 році вивчав мистецтво скульптури в Парижі. Входив у групу Культур-Ліга, яка об'єднувала діячів еврейськой культури. Учасник першої виставки художників Культур-Ліги в Києві (1920).
З 1920 року живе у Парижі. Брав участь у різних виставках і салонах. У 1928 пройшла перша персональна виставка.
У роки Другої світової війни перебував на Піренеях, брав участь в Опорі. У 1945 повернувся в Париж.
Після війни пройшли масштабні персональні виставки в Нью-Йорку (1950, 1963, 1975) та Парижі (1958). До кінця 1940-х звернувся до абстрактного живопису. Був знавцем і збирачем африканського мистецтва, колекціонував твори примітивного мистецтва. Твори Пайлеса зберігаються в Парижі в Національному Музеї сучасного мистецтва — Центрі Помпіду, в музеях Руана, Ліля, Бордо, Ренна, Страсбурга, Марселя,